# Morten Pontoppidan
Morten Oxenbøll Pontoppidan,  född den 3 januari 1851, död den 21 september 1931, var en dansk präst och författare, bror till läkarna Erik och Knud Pontoppidan och till författaren Henrik Pontoppidan.
Pontoppidan blev 1872 teologie kandidat och var 1878-91 högskoleföreståndare i norra Själlandsamt 1884-91 medutgivare av ett radikalt veckoblad, "Tidens strøm", där han så våldsamt angrep konseljpresidenten Estrup, att han 1887 dömdes till tre månaders fängelse.
År 1894 blev han kyrkoherde, 1902-21 var han det i Stenløse, varefter han tog avsked. Han utgav 1893-1905 och 1913-15 den religiösa tidskriften Frit  vidnesbyrd, som vann mycken anslutning.
Ursprungligen en utpräglad anhängare av Grundtvigs kyrkliga frihetstankar, hävdade Pontoppidan senare starkt församlingsgemenskapens betydelse, särskilt i tre småskrifter, Kirkelig Appel (1910-12).
Dessutom utgav han predikosamlingarna Lydig til Døden (1893) och Stenløse Kirkepostil (1909) och uppbyggelseskrifterna Aldrig fortvivle (1899; 4:e upplagan 1905), Paradisets Have (1906; 3:e upplagan 1910), Første Thessalonikerbrev (1927) med flera.
Han skrev också De forenede Staters Historie (intill 1783, 1892), Anno 1813, Tysklands Rejsning mod Napoleon (1913), Teologiske Breve til min Gudsøn (1913), Dansk Kirkeliv i Mands Minde (1916), Gamle Stier (1917), Excelsior (samma år), Troen (1918), Hinder og Oplevelser (1922) samt Kampen mod Negerslaveriet (1925).